# Andrena bulgariensis
Andrena bulgariensis är en biart som beskrevs av Warncke 1965. Andrena bulgariensis ingår i släktet sandbin, och familjen grävbin. Inga underarter finns listade i Catalogue of Life.